# .edu
.edu (от английски: education) е домейн от първо ниво (TLD).
Съзаден е през април 1985 г. Домейна е предвиден за образователните институции, най-вече тези в САЩ